# Абингдонская слоновая черепаха
Абингдо́нская слоно́вая черепа́ха (лат. Chelonoidis nigra abingdoni) — подвид слоновой черепахи, живший на острове Пинта Галапагосского архипелага и, вероятно, вымерший. Описан Альбертом Гюнтером в 1877 году. Разными систематиками рассматривается или как самостоятельный вид, или как подвид Chelonoidis nigra.
В течение XIX и начала XX века вид был почти полностью уничтожен. Только в период с 1831 по 1868 год с острова Пинта китобоями по официальным данным было вывезено 435 черепах. Последний живой представитель вида, названый Одиноким Джорджем, обнаружен в 1972 году. Попытки спасти этот вид не увенчались успехом. Этот последний его представитель умер 24 июня 2012 года.
В 2020 году на острове Исабела была обнаружена молодая самка-гибрид с высоким генетическим содержанием Chelonoidis abingdoni, которая является недавним прямым потомком неизвестной чистокровной особи этого вида, возможно, всё ещё живущей в этом районе. Хотя вид изначально жил на острове Пинта, мореплаватели прошлых веков часто перевозили гигантских черепах этого и других видов на остров Исабела.